# ラグナロクパーティー
『インターネットラジオ ラグナロクパーティー』（インターネットラジオ・ラグナロクパーティー）は、
インターネットラジオステーション音泉とオフィシャルサポーターズコミュニティサイトサイトBEWEにて放送されていた
オンラインゲーム「ラグナロクオンライン」に関するインターネットラジオ番組。
放送期間は2006年3月2日～9月7日(全28回)で毎週木曜日に更新されていた。
番組主催で月に一度ゲーム内Garmサーバーにてオンラインイベントを開催していた(「ゲーム内イベント」の項参照)。

## パーソナリティー紹介
- 鷲崎健
  - 使用キャラはアコライト→モンク。
  - トキ（北斗の拳）の様な存在になりたいとの理由でモンクを目指していた。レベルは第6回イベント時で90。
  - 番組スタッフから禁止命令が出るほど80年代ジャンプネタが好き。
  - ゲーム内イベントにおける勝率は高いが、ギルドメンバーなどを置き去りにして1人で突っ走ってしまう傾向がある。
  - 手羽先が大好き。

- 稲村優奈　
  - 使用キャラはソードマン→ナイト。
  - 学生時代剣道をやっていた影響かナイトを目指していた。レベルは第6回イベント時で90。
  - 番組内での愛称はなむちゃん。
  - ゲーム内イベントにおいて極度の方向音痴っぷりを発揮する。
  - 番組内では「麦クリック」などの迷言を残す。
  - カレーが大好き。

## 主要コーナー
- ふつおたコーナー

読んで字のごとくふつおたを紹介するコーナー。
- 鷲崎教授のラグナロクオンライン講座

教育実習で散々だった優奈先生を再教育する為のコーナー。
(リスナーから出されたお題を優奈先生が描き、鷲崎教授が当てる)
- ラグナロクオンライン企画会議

番組主催のイベントに関する企画会議を行うコーナー。
(現在はパーソナリティー2人が作るギルドに関する話題がメイン)
- その他

関連商品・アップデート情報などを伝える「ラグナロクオンラインインフォメーション」
「ラグナロクパーティーチャット」「フリートークのコーナー」などがある。　
時間の関係でこれらのコーナーが割愛される場合があった。

## 終了したコーナー
- 優奈先生のはじめてのラグナロクオンライン

ゲームに関する基本情報を、優奈先生が紹介するコーナー。（こちらもミニコント気味）
- ミッドガルド職業紹介

ゲーム内の職業を、パーソナリティーがキャラになりきり紹介するコーナー。
(第7回放送までは一次職をミニコント気味に紹介していたが、第8回放送からは二次職の説明対決に。)

## ゲスト
- 第5回（2006年3月30日） 中山恵里奈
- 第9回（2006年4月27日） 徳永愛
- 第14回（2006年6月1日） 小清水亜美 (公開録音)
- 第19回（2006年7月6日） 緑川光
- 第21回（2006年7月20日） 後藤友香里(AAA)
- 第25回（2006年8月16日） 桃井はるこ

## その他
- 番組内での挨拶は「ラッパー(こんにちは)」と「ラグフォー(さようなら)」

ゲーム内イベント
- 2006年3月11日に第1回のゲーム内イベントを開催。

予想以上の参加者と成果で無事(?)罰ゲームを回避。
(イベント内容：指定された個数のアイテムを集める。)
- 2006年4月22日に第2回のゲーム内イベントを開催。

このイベントから鷲崎ギルドVS稲村ギルドの対決形式になる。
鷲崎ギルドが勝利し、稲村優奈が罰ゲームを受けることに決定。
(イベント内容：指定された街に待機しているスタッフを探し出す。)
- 2006年5月27日に第3回のゲーム内イベントを開催。

今回も鷲崎ギルドが勝利し、稲村優奈が罰ゲームを受ける事に決定。
(イベント内容：鷲崎、稲村がスタッフから逃げる鬼ごっこ。)
- 2006年6月24日に第4回のゲーム内イベントを開催。

今回、ギルド対決はなかったが新郎新婦に対する祝いのコメントで稲村、鷲崎が対決。
結果は稲村の「背中で語る」というスタンスが災いし鷲崎が勝利。
(イベント内容：ジューン・ブライドにあやかって、一組のカップルの結婚をみんなで祝う。）
- 2006年7月16日に第5回のゲーム内イベントを開催。

今回も直接的なギルド対決はなかったものの、他の強豪ギルドが絡む攻城戦だったため、鷲崎・稲村とも課題(両名がエンペリウムと攻撃・破壊)をクリアできず、引き分けで両者罰ゲームが決定。
(イベント内容：ギルド攻城戦に参加しよう！)
- 2006年8月27日に第6回のゲーム内イベントを開催。

鷲崎ギルドがエンペリウム破壊並びに一定時間の防衛に成功。
(イベント内容：もう1度ギルド攻城戦に参加しよう！)
なお、イベントの模様はスクリーンショット・動画として保存・編集され、公式ページで公開されていた。
その他のイベント
- 2006年5月21日にディファ有明にて開催されたRJC2006にて公開録音を開催。

その模様は第14回配信分にて放送された。
- 2006年8月19日に幕張メッセにて開催されたキャラホビ2006にて公開録音を開催。

その模様は第25回配信分にて放送された。

## CD
- ラジオCD「ラグナロクパーティーAccess.1」(2006年6月29日発売)